# Pluto, chien de garde
Pour plus de détails, voir Fiche technique et Distribution.
Pluto, chien de garde (Camp Dog) est un court-métrage d'animation américain des studios Disney avec Pluto, sorti le 22 septembre 1950.

## Synopsis
Pluto garde un camp dans l'Ouest américain lorsque deux coyotes cherchent à voler la nourriture.

## Fiche technique
- Titre original : Camp Dog
- Titre français : Pluto, chien de garde
- Série : Pluto
- Réalisation : Charles A. Nichols
- Scénario : Dick Kinney, Milt Schaffer
- Animation : George Kreisl, George Nicholas, Marvin Woodward
- Effets visuels : Jack Boyd
- Décors : Art Landy
- Layout : Karl Karpé
- Musique : Paul J. Smith
- Production : Walt Disney
- Société de production : Walt Disney Productions
- Société de distribution : RKO Radio Pictures
- Format : Couleur (Technicolor) - 1,37:1 - Son mono (RCA Sound System)
- Durée : 7 min
- Langue : Anglais
- Pays de production :  États-Unis
- Date de sortie :
  - États-Unis : 22 septembre 1950[1]

## Voix originales
- Pinto Colvig : Pluto

## Commentaires
- Le coyote, apparu pour la première fois dans La Légende du rocher coyote (1945), se nomme Bent-Tail[2] et son fils, Bent-Tail Jr. C'est leur troisième confrontation avec Pluto après Sheep Dog (1949) et Pests of the West (1950).

## Titre en différentes langues
- Suède :Plutos hungriga vargar

Source : IMDb